# Halma
Halma (da palavra grega ἅλμα, que significa "salto") é um jogo de tabuleiro inventado em 1883 ou 1884 por um cirurgião torácico americano da Harvard Medical School, George Howard Monks. Foi inspirado em um jogo inglês chamado Hoppity, que foi criado em 1854.
O equipamento do jogo consiste de um tabuleiro quadriculado dividida em 16x16 quadrados. As peças são normalmente pretas e brancas para dois jogadores, e de várias cores ou outra distinção em jogos de quatro jogadores.

## Visão geral
O jogo é jogado por dois ou quatro jogadores em cantos opostos do tabuleiro. O objetivo é transferir todas as peças de um do próprio campo, para o campo no canto oposto. Em cada turno, um jogador ou move uma única peça para um quadrado adjacente aberto, ou salta sobre uma ou mais peças em seqüência.

## Regras do jogo

### Início
- O tabuleiro é composto por uma grade de 16 × 16 quadrados;
- As casas são adjacentes na horizontal, vertical ou diagonal;
- Um jogo pode ser jogado por dois ou quatro jogadores;
- Cada campo do jogador consiste de um conjunto de quadrados adjacentes em um canto do tabuleiro. Estes campos são delineadas no tabuleiro:
  - Para jogos com dois jogadores, o campo de cada jogador é um conjunto de 19 quadrados. Os campos estão em cantos opostos;
  - Para jogos com quatro jogadores, o campo de cada jogador é um conjunto de 13 quadrados. Cada um dos quatro cantos do tabuleiro é um campo.
- Cada jogador tem um conjunto de peças (muitas vezes chamado de "peões de Halma") em uma cor distinta, do mesmo número de quadrados em cada campo;
- O tabuleiro inicia com todas as casas do campo de cada jogador ocupados por uma peça da cor daquele jogador.

### Objetivo
O objetivo é ser o primeiro jogador a levar todas as peças próprias para o canto oposto (um campo na diagonal oposta do seu campo). Para jogos de quatro jogadores disputados em equipes, o vencedor é a primeira equipe a levar os dois conjuntos de peças para os campos opostos.

### Seqüência de jogo
- Os jogadores aleatoriamente determinam quem vai iniciar o primeiro turno.
- As peças podem mover-se em oito direções possíveis (4 direçoes ortogonais e 4 direções diagonais).
- O turno de cada jogador consiste em mover uma única peça de sua própria cor em uma das seguintes jogadas:
  - Um movimento para um quadrado vazio:
    - Coloque a peça em um quadrado vazio adjacente;
    - Este movimento acaba a jogada.

  - Um ou mais saltos sobre as peças adjacentes:
    - Uma peça adjacente de qualquer cor pode ser saltada se existe um quadrado adjacente vazio no lado diretamente oposto da peça;
    - Coloque a peça no quadrado vazio no lado oposto da peça saltada;
    - A peça que foi saltada não é afetada e permanece no tabuleiro;
    - Depois de algum salto, pode-se dar mais saltos usando a mesma peça, ou terminar o jogo.
- Quando uma peça atingir o campo adversário, uma jogada não pode resultar na peça deixando o campo.
- Se os resultados forem de que todos os quadrados do campo oposto ocupado pelas próprias peças, o jogador atuante vence.
- Caso contrário, após o turno de cada jogador, continua com o próximo jogador à esquerda dando seqüência ao jogo.

## Comparação com outros jogos
- A mecânica dos saltos das peças de salto é uma reminiscência do jogo de Damas, mas difere devido às peças opostas não serem capturadas ou retiradas do tabuleiro e o salto não ser obrigatório.
- O jogo de Damas Chinesas, uma variante do Halma, foi lançado originalmente em 1892 com o nome em alemão de Stern-Halma (lit. "Halma estrelado") e, mais tarde renomeado como uma forma de marketing para que, nos Estados Unidos, parecesse mais exótico. O nome é enganador, uma vez que o jogo não tem ligação histórica com a China, nem é um jogo de damas.

## Variações disponíveis
Há também variações de tabuleiro de 8x8 e 10x10, sendo um ou outro modo adequado para dois jogadores e têm 10 e 15 peças por jogador, respectivamente. Existem várias versões on-line na Internet, geralmente para dois jogadores, jogando com base em turnos.
Alguns sites implementaram uma variação da regra, formuando que um jogador perde automaticamente se ainda têm uma peça na sua região de início após um certo número de jogadas (tipicamente 30 para o jogo 8x8, e 50 para o jogo 10x10). jogadores que avançam rapidamente, ocasionalmente tentam bloquear uma peça adversária, mas esta tática pode sair pela culatra se o outro jogador está ciente disso. Em versões não-eletrônicas, o número de movimentos normalmente não é contado.

## Estratégia e táticas básicas
Em comparação com muitos jogos de tabuleiro, Halma tem um início, um meio e um fim. O início (antes das peças opostas entram em contato) é normalmente uma batalha parada de lances de peças, com os jogadores criando as suas aberturas mais favoráveis. O meio (quando as peças opostas estão bloqueando ou saltando entre si) é geralmente caracterizada por um jogo oportunista, o jogador com mais paciência para verificar o tabuleiro inteiro procurando oportunidades, incluindo as conquistadas movendo as peças para trás, a fim de ter mais recursos para avançar, vai ganhar uma vantagem. Os jogadores também devem estabelecer para o jogo final (quando as peças opostas passaram umas das outras e devem ir para o campo adversário), evitando retardatários.
Tal como acontece com a maioria dos jogos de tabuleiro, o controle precoce do centro é uma tática fundamental, pois oferece mobilidade adicional. As peças podem formar um muro de bloqueio com duas camadas de peças, desviando o adversário do centro e forçando-o a uma longa trajetória, no entanto, se o oponente constrói um muro adjacente, então o primeiro jogador a desmantelar o seu muro geralmente sofre uma desvantagem estratégica.
É importante entender que as peças emparelhadas se movem mais rápido do que peças sozinhas no jogo final. Isto significa que um jogador com um par de peças "saltantes" tem uma vantagem sobre um jogador com dois retardatários individuais.
Os tabuleiros maiores têm mais combinações estratégicas disponíveis do que os tabuleiros menores, e o jogo com quatro jogadores oferece mais tramas táticas do que o jogo com dois jogadores.